# Mohanur
Mohanur là một thị xã panchayat của quận Namakkal thuộc bang Tamil Nadu, Ấn Độ.

## Địa lý
Mohanur có vị trí 11°05′B 78°10′Đ / 11,08°B 78,17°Đ Nó có độ cao trung bình là 143 mét (469 feet).

## Nhân khẩu
Theo điều tra dân số năm 2001 của Ấn Độ, Mohanur có dân số 12.468 người. Phái nam chiếm 50% tổng số dân và phái nữ chiếm 50%. Mohanur có tỷ lệ 74% biết đọc biết viết, cao hơn tỷ lệ trung bình toàn quốc là 59,5%: tỷ lệ cho phái nam là 81%, và tỷ lệ cho phái nữ là 66%. Tại Mohanur, 9% dân số nhỏ hơn 6 tuổi.